# Єшилкьой (станція)
40°57′46″ пн. ш. 28°49′30″ сх. д. / 40.962649775773° пн. ш. 28.824916922507° сх. д.
Єшилкьой (тур. Yeşilköy) — залізнична станція на лінії S-bahn Мармарай, мікрорайон Єшилкьой Бакиркьой, Стамбул, Туреччина.
Введена в експлуатацію 22 липня 1872 року під назвою Залізнична станція Аястефанос. 

## Визначні місця
- Стамбульський музей ВПС

## Сервіс
| Попередня станція          | Лінія | Лінія    | Лінія | Наступна станція |
| -------------------------- | ----- | -------- | ----- | ---------------- |
| Флор'я-акваріум до Халкали |       | Мармарай |       | Єшилюрт до Гебзе |